# 松尾繁治
松尾繁治（1886年12月26日—1944年11月10日），日本熊本縣飽託郡人，臺灣日治時期官僚，曾擔任過臺南市助役、高雄市尹等公職。

## 生平
松尾繁治出生於明治十九年（1886年）12月26日。在明治三十九年（1906年）擔任桃園廳總務課雇（月俸16圓），隔年（1907年）7月24日參加臺灣總督府文官普通考試合格，之後在明治四十四年（1911年）8月成為臺北廳庶務課雇（月俸25圓，1916年時為35圓）。而最晚在大正九年（1920年）7月前，松尾繁治已經改任海山郡庶務課長，大正十三年（1924年）3月12日時第一回地方改良講習會修畢，隔年（1925年）改任七星郡庶務課長，又過一年（1926年）改任宜蘭郡庶務課長，該年12月又調任臺北州知事官房文書課長，支三級俸。
昭和三年（1928年）9月18日，松尾繁治成為臺灣總督府地方理事官，敘高等官七等，領七級俸，補臺南市助役，同年9月29日敘勳八等授瑞寶章，11月1日敘從七位，兩年後（1930年）的6月30日改領六級俸，並於該年11月6日調任臺中州竹山郡守，12月24日改敘高等官六等。昭和六年（1931年），松尾繁治於2月16日改敘正七位，並在5月23日調任北斗郡守，次年（1932年）1月15日敘勳六等授瑞寶章，9月30日領五級俸，再隔年（1933年）的9月30日敘高等官五等。昭和九年（1934年）9月3日補高雄市尹，12月26日領四級俸。在始政四十周年紀念時（1935年6月17日），因已任公職二十年以上，故得到總督府贈送的紀念品。昭和十一年（1936年）時，於6月30日升高等官四等，7月2日兼市區計畫委員會臨時委員，8月15日敘正六位，隔年（1937年）1月13日敘勳五等授瑞寶章，5月13日兼臺灣都市計畫委員會臨時委員，6月30日領三級俸，11月30日依願免本官。
從高雄市尹辭職後，松尾繁治在昭和十三年（1938年）已擔任有限責任高雄信用組合組合長、保證責任高雄文化建築信用利用組合組合長及理事、高雄地所株式會社取締役，同年12月27日，因高雄州會議員星野直太郎辭職，而補該議員的缺，在這之後松尾繁治又擔任過南部產業株式會社社長、高雄地所株式會社社長、高雄州自動車運輸株式會社取締役及社長。昭和十八年（1943年）9月7日，任臺灣總督府自動車運送事業組合設立委員，隔年（1944年）3月31日奉總督府令擔任高雄州商工經濟會設立委員（該會於同年6月23日成立），之後任該會的副會長一職，於同年的11月10日去世。